# Ruperto Albarellos
Ruperto Albarellos (Viguera, 1779 - 27 de julio de 1853, Buenos Aires), fue un comerciante nacido en España que se radicó en Buenos Aires, ciudad en la que desarrolló su actividad, participando de su defensa en ocasión del ataque británico en 1806 y 1807, en su ayuntamiento y en el proceso de la emancipación. Era cuñado del patriota Juan Martín de Pueyrredón.

## Biografía
Ruperto Albarellos y Sáenz de Tejada nació en la villa de Viguera, Logroño, Castilla la Vieja, en 1779.
Escribió unas Memorias del año 1796 donde describe su pueblo, en especial su plaza donde se divertía "viendo a las mozas que van a por agua y llevan su cantarito en la cabeza con mucha sandunga y salero".
Tras pasar a Lima, en 1800 se radicó en Buenos Aires, Virreinato del Río de la Plata (Argentina), donde el 30 de septiembre de 1804 contrajo matrimonio con Isabel María de los Ángeles Pueyrredon Dogan, hermana de Juan Martín de Pueyrredón, con la que tuvo numerosa descendencia: Florencia (1807), Nicanor (1810), Celestina, Vicenta María Manuela (1817), Victoria, Carmen, Enrique (1811), Rafael Domingo (1818), Emilia y Ruperto Albarellos Pueyrredon.

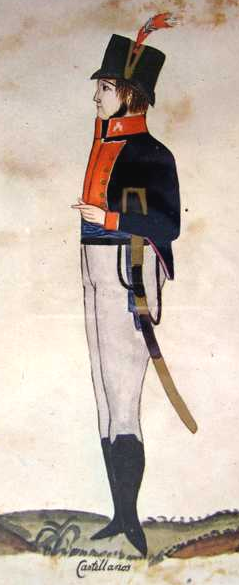
Compañía de Castellanos Viejos, Tercio de Vizcaínos.

Albarellos se distinguió durante las Invasiones Inglesas al Río de la Plata. En 1806 combatió en las fuerzas de su cuñado Pueyrredón y participó en 1807 de la defensa de la ciudad contra el segundo ataque británico. Revistó en esa acción como subteniente abanderado de la 1.° Compañía de Castellanos Viejos que al mando del capitán Pedro Martínez Fernández integraba el Batallón de Voluntarios Urbanos "Cántabros de la Amistad" o "Tercio de Vizcaínos".
Fue regidor del Cabildo de Buenos Aires. Asistió como persona "de este vecindario y comercio" al cabildo abierto del 22 de mayo de 1810. No consta su voto puesto que se retiró antes, pero adhería al partido patriota.
Constituyó junto a Braulio Costa, Ventura Vázquez, Guillermo Parish Robertson, Anchorena, Álzaga, Riglos, Sáenz Valiente, Larrea, Fragueiro, Sarratea, Larramendi, Trápani y Pueyrredón, entre otros accionistas, una sociedad minera que contó con el apoyo de Facundo Quiroga en La Rioja para obtener una concesión en el cerro Famatina, que chocó con un proyecto similar impulsado por Bernardino Rivadavia.
Consta en el Archivo del Departamento General de Policía una orden del Ministerio de Gobierno del 6 de febrero de 1832 permitiendo "regresar a esta Ciudad á D.Ruperto Albarellos con su hijo Nicanor como igualmente á D.Ruperto Concha".
Falleció en la ciudad de Buenos Aires el 27 de julio de 1853 a los 74 años de edad.